# Robeline
Robeline és una població dels Estats Units a l'estat de Louisiana. Segons el cens del 2000 tenia 183 habitants.

## Demografia
Segons el cens del 2000, Robeline tenia 183 habitants, 76 habitatges, i 48 famílies. La densitat de població era de 70 habitants/km².
Dels 76 habitatges en un 28,9% hi vivien nens de menys de 18 anys, en un 46,1% hi vivien parelles casades, en un 14,5% dones solteres, i en un 36,8% no eren unitats familiars. En el 34,2% dels habitatges hi vivien persones soles el 15,8% de les quals corresponia a persones de 65 anys o més que vivien soles. El nombre mitjà de persones vivint en cada habitatge era de 2,41 i el nombre mitjà de persones que vivien en cada família era de 3,13.
Per edats la població es repartia de la següent manera: un 25,7% tenia menys de 18 anys, un 6,6% entre 18 i 24, un 27,9% entre 25 i 44, un 21,3% de 45 a 60 i un 18,6% 65 anys o més.
L'edat mediana era de 38 anys. Per cada 100 dones de 18 o més anys hi havia 103 homes.
La renda mediana per habitatge era de 13.036 $ i la renda mediana per família de 24.583 $. Els homes tenien una renda mediana de 28.750 $ mentre que les dones 14.375 $. La renda per capita de la població era de 10.468 $. Entorn del 28,6% de les famílies i el 38,3% de la població estaven per davall del llindar de pobresa.

## Poblacions més properes
El següent diagrama mostra les poblacions més properes.